# IEEE 802.11e
IEEE 802.11e est un amendement à la norme IEEE 802.11 qui introduit des améliorations sur le plan de la Qualité de Service (QoS) au niveau de la sous-couche Medium Access Control (MAC) de la couche liaison de données du modèle OSI. Cet amendement a été approuvé le 22 septembre 2005 et publié le 11 novembre de la même année.

## Description
IEEE 802.11e apporte des améliorations sur le plan de qualité de service relativement au transport de la voix, de l'audio et de la vidéo par le biais de réseaux informatiques locaux à liaison sans fil (WLAN). La présentation fonctionnelle de la sous-couche MAC est décrite dans le chapitre 9 de la norme. L'architecture MAC comporte :

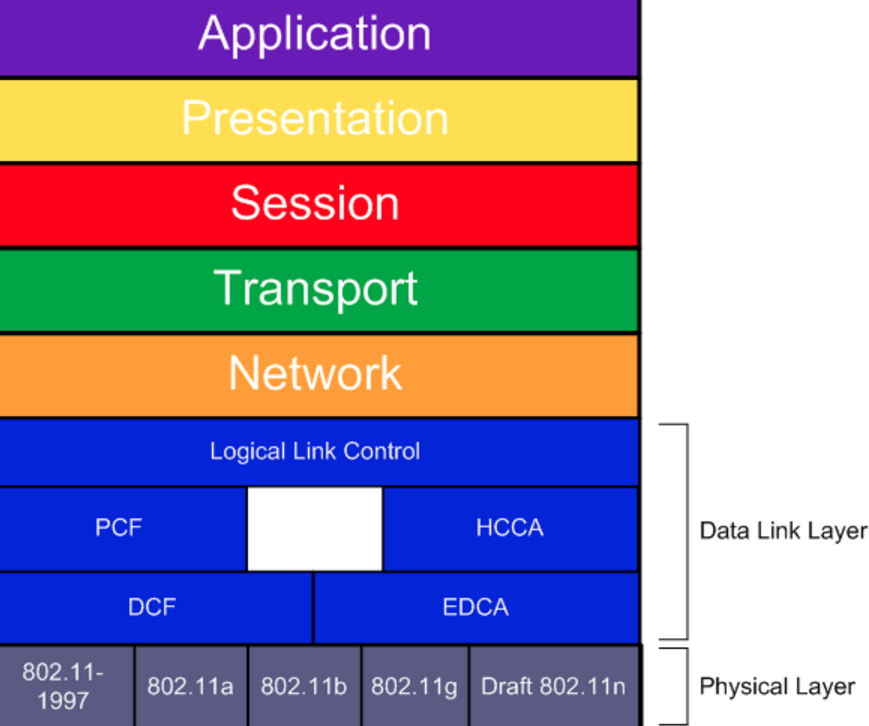
Pile des protocoles 802.11e

- la fonction de coordination distribuée DCF (Distributed Coordination Function) qui est une variante améliorée de la méthode d'accès CSMA/CA. Celle-ci permet d'éviter les collisions lors de la transmission par ralentissement aléatoire après chaque trame (backoff).
- la fonction de coordination par point PCF (Point Coordination Function) permettant d'accéder au médium sans fil de manière équitable et sans contention.
- la fonction de coordination hybride HCF (Hybrid Coordination Function) intermédiaire entre DCF et PCF et permettant d'avoir une qualité de service améliorée par rapport à DCF.
- le mode EDCA (Enhanced Distributed Channel Access) qui définit quatre catégories d'accès aux canaux ou priorités :
  - une priorité à la voix ;
  - une priorité à la vidéo ;
  - une priorité dite "Best Effort"  pour les applications standard ;
  - une priorité dite "Background" lorsque le trafic est faible.
- le mode HCCA (HCF Controlled Channel Access) avec contrôle d'accès pour la durée et la régularité des transmissions.